# Nemertesia norvegica
Nemertesia norvegica är en nässeldjursart som först beskrevs av Sars 1873. Enligt Catalogue of Life ingår Nemertesia norvegica i släktet Nemertesia och familjen Plumulariidae, men enligt Dyntaxa är tillhörigheten istället släktet Nemertesia och familjen Plumularidae. Arten är reproducerande i Sverige. Inga underarter finns listade i Catalogue of Life.